# Оссаля
Оссаля (пол. Ossala) — село в Польщі, у гміні Осек Сташовського повіту Свентокшиського воєводства.
Населення — 489 осіб (2011).
У 1975-1998 роках село належало до Тарнобжезького воєводства.

## Демографія
Демографічна структура на день 31 березня 2011 року:
|          | Загалом | Допрацездатний вік | Працездатний вік | Постпрацездатний вік |
| -------- | ------- | ------------------ | ---------------- | -------------------- |
| Чоловіки | 252     | 61                 | 175              | 16                   |
| Жінки    | 237     | 59                 | 129              | 49                   |
| Разом    | 489     | 120                | 304              | 65                   |